# Cua kềm
Cua kềm, tên khoa học Cryptopodia fornicata, là một loài cua trong họ Parthenopidae. Chúng được mô tả lần đầu tiên vào năm 1787 bởi Fabricius.